# Laurent Menager
Répertoire
- Quatuor à cordes (1859)
- Den Här an d'Madame Tullepant (1893)

Laurent Menager (1835-1902) est un compositeur, organiste et professeur de musique luxembourgeois.

## Biographie
Fils d'un boulanger du quartier de Pfaffenthal (Luxembourg (ville)), Laurent Menager commence des études musicales à l'Athénée de Luxembourg avant d'entrer au Conservatoire de musique de Cologne où il reçoit l'enseignement de Ferdinand Hiller.
Il fut pendant 46 ans professeur de musique au Conservatoire de Luxembourg, mais aussi à l'Athénée.
En 1857, il fonde l'association Sang a Klang, réunissant des choristes luxembourgeois. Il était proche des poètes Dicks (Edmond de la Fontaine, 1823-1891) et Michel Lentz, qui écrivirent pour lui des livrets.
On lui doit diverses formes de compositions : chant choral, symphonie, opérette, musique de chambre, musique militaire et musique religieuse, notamment destinée à l'orgue, instrument qu'il maîtrisait parfaitement.
Il était devenu une personnalité très populaire au Luxembourg. Son monument funéraire est l’œuvre du sculpteur luxembourgeois Jean Mich.

## Discographie
- Laurent Menager - Historesch Opnamen, Centre national de l'audiovisuel, Luxembourg, 2005 - en ligne.